# 莫沙·蘇禾
莫沙·蘇禾（法語：Moussa Sow，1986年1月19日—）是法國出生的塞內加爾的職業足球運動員，司職前鋒，現於阿聯酋阿拉伯海灣聯賽球會阿爾阿里外借至土超費倫巴治。

## 榮譽
法國19歲以下國家足球隊
- 歐洲U-19足球錦標賽: 1

2005
里爾
- 法國甲組足球聯賽: 1

2010–11
- 法國盃: 1

2010–11
費倫巴治
- 土耳其超級足球聯賽: 1

2013–14
- 土耳其盃: 2

2011–12, 2012–13
- 土耳其超級盃: 1

2014

### 個人
- 神射手: 1

2010–11

## 外部連結
- Moussa Sow Archive.today的存檔，存档日期2013-01-03 at ESPN.com
- Soccerway資料庫：莫沙·蘇禾
- 莫沙·蘇禾在 National-Football-Teams.com 上的出场纪录
- Moussa Sow （页面存档备份，存于） at TFF.org